# Vaux, Haute-Garonne
Vaux är en kommun i departementet Haute-Garonne i regionen Occitanien i södra Frankrike. Kommunen ligger i kantonen Revel som tillhör arrondissementet Toulouse. År 2022 hade Vaux 308 invånare.

## Befolkningsutveckling
Antalet invånare i kommunen Vaux
Referens:INSEE